# Ford Simulator (serie)
Ford Simulator es una serie de videojuegos de carreras de Ford, que contaban con información detallada de cada uno de los autos y además de permitir conducirlos desde una perspectiva en primera persona. La serie cuenta con siete entregas lanzadas entre 1987 y 1996 (que en realidad son seis).

## Serie

### Ford Simulator
Ford Simulator es el primero de la serie de juegos publicitarios de Ford, lanzado el 6 de junio de 1987, que no solo proporciona una cantidad significativa de información sobre los productos de Ford, sino que también le permite probarlos en funcionamiento en la pantalla de una computadora.

### Ford Simulator II
Ford Simulator II es la segunda edición, lanzado el 20 de mayo de 1989, que combina funciones de información (base de datos del coche) y funciones típicas de entretenimiento (posibilidad de conducir en varios modos de juego).

### Ford Simulator III
Ford Simulator es la tercera edición, lanzado el 3 de junio de 1992, de una conocida serie de programas, en la que, además de familiarizarse con los datos técnicos de los automóviles fabricados por Ford, también puedes recorrer una ruta larga e improvisada hasta el lago Wakatonka.

### Ford Simulator 5.0
Ford Simulator 5.0 es la quinta entrega, lanzado el 30 de abril de 1994, de carreras de autos en la que el jugador puede conducir autos Ford. Además, el programa contiene una extensa base de datos de modelos específicos producidos hasta 1994.
El porque se saltó de la tercera a la quinta entrega es un misterio.

### Ford Simulator 6.0
Ford Simulator 6.0 es la sexta entrega, con fecha de 1994, cuenta con la licencia de la marca Mercury perteneciente a Ford.

### Ford Simulator 7.0
Ford Simulator 7.0 es la séptima y última entrega de la serie, con fecha de 1996, puedes obtener información sobre todos los Ford, Lincolns, Mercurys y Jaguars del año 1996, que incluyen una especie de protoconfigurador que permite elegir un modelo y marcar varias casillas de opciones. En la versión 7.0, te encuentras sentado detrás del volante de un Ford no seleccionable y tienes la tarea de conducir a una ubicación específica lo más rápido posible.